# Gulfstream X-54
Gulfstream X-54 là một loại máy bay nghiên cứu và phát triển, đang được phát triển bởi Gulfstream Aerospace, nó được lên kế hoạch sử dụng trong nghiên cứu vận tải siêu thanh.

## Tính năng kỹ chiến thuật (X-54A)
Bản mẫu:Aero specs missing
- Động cơ: 2 × Rolls-Royce Tay 651 kiểu turbofan, 15.400 lbf (69 kN) thrust mỗi chiếc